# Macrosolen pseudoperfoliatus
Macrosolen pseudoperfoliatus är en tvåhjärtbladig växtart som först beskrevs av Heinrich Zollinger, och fick sitt nu gällande namn av Friedrich Anton Wilhelm Miquel. Macrosolen pseudoperfoliatus ingår i släktet Macrosolen och familjen Loranthaceae. Inga underarter finns listade i Catalogue of Life.